# 유우 (치천회왕)
치천회왕 유우(菑川懷王 劉友, ? ~ 기원전 5년? 4년?) 혹 유교(劉交)는 중국 전한의 황족·제후왕으로, 치천왕이며 시호는 회(懷)이다. 아버지 치천효왕 유횡이 죽자 그 뒤를 이어 치천왕이 되었고, 재위 6년 만에 죽어 아들 치천왕 유영이 뒤를 이었다. 한서 제후왕표와 고오왕전 공히 아버지의 재위 기간은 31년이고, 제후왕표에 따르면 할아버지가 치천고왕 6년(기원전 41년)에 죽었기 때문에 자신의 재위 기간은 기원전 10년 ~ 기원전 4년이며, 고오왕전에 따르면 할아버지가 치천고왕 5년(기원전 42년)에 죽었기 때문에 재위 기간은 기원전 11년 ~ 기원전 5년이다.